# 麥克斯韋爾 (印地安納州)
麥克斯韋爾（英語：Maxwell）是位於美國印地安納州漢考克縣的一個非建制地區。該地的面積和人口皆未知。